# 刘子绚
劉子絢（英語：Jesseca Liu，1979年2月13日—），新加坡著名女演員，前稱劉芷絢。出生於馬來西亞吉打州浮羅交怡，新傳媒七公主之一，現為華研國際音樂旗下女藝人及新傳媒私人有限公司部頭合約女藝人。

## 个人背景
劉芷絢生長在馬來西亞吉打州浮罗交怡岛的一个基督教家庭，父母都是基督徒。

### 学历
- 2001年，畢業于馬來西亞Saito Academy

### 副业投资
- 除了演戏，劉子絢亦在家乡开设了两间Spa店。

## 演繹經歷

### 出道前
2001年，畢業于馬來西亞Saito Academy後，由于身高171cm占了優勢，芷絢加入了模特兒行列，開始活躍於伸展台上。除此之外，她也嘗試客串過當地的幾部電視節目。

### 2004年：出道
一次機緣巧合下，劉芷絢被新傳媒一名戲劇組監制“相中”，受邀演出一部以遊泳爲主題的偶像劇《任我遨遊》，開始了在新加坡的演藝生涯。

### 2005年：出演电视剧《同心圓》
2005年，劉芷絢在百集連續劇《同心圓》裡，飾演一名我見猶憐的越南新娘。憑著甜美形象和討喜的角色，獲得公衆不俗的反響，人氣也因此直線上升。同年，第12屆紅星大獎2005，荣获最受歡迎新人以及首次入围最佳女配角。

### 2010年：合约期满，不续约、加入華研國際音樂
5月，與新傳媒私人有限公司約滿之後轉簽部頭合約。休息期間，新加坡及馬來西亞公司都叩門洽談，欲與她合作，她最後決定簽約加盟華研國際音樂，並換名為劉子絢，簽約華研國際音樂，30歲重新出發。

### 2016年：再次入围十大最受欢迎女艺人
2016年，與新傳媒轉簽部頭約，第22屆紅星大獎2016，暌違6年再次入圍十大最受歡迎女藝人，为第五座十大最受歡迎女藝人的奖项。

### 2021年至2022年：出演电视剧《卧虎藏鬼》
2021年，出演电视剧《卧虎藏鬼》，饰演林小芳。此剧继《阴差阳错之时辰到》后再度出演女鬼。同年，于第26屆紅星大獎2021，荣获十大最受歡迎女藝人，为第八座十大最受歡迎女藝人的奖项。
2022年，以电视剧《卧虎藏鬼》入围第27届红星大奖2022的最佳女主角奖项，为第四次入围最佳女主角。

## 音乐作品

### 專輯
| 年份   | 專輯名稱 | 類型   | 唱片公司 | 合作歌手   | 備注 |
| ------ | -------- | ------ | -------- | ---------- | ---- |
| 2011年 | 暖流     | 單曲EP | 華研國際 | Olivia Ong |      |

## 影视作品

### 电视剧
| 播出 年份 | 國家     | 首播頻道    | 演出作品         | 角色                  | 合作演員                                                                                 | 性質           | 備註                            |
| --------- | -------- | ----------- | ---------------- | --------------------- | ---------------------------------------------------------------------------------------- | -------------- | ------------------------------- |
| 2004年    | 马来西亚 | rtm2/tv2    | 靈犀草           | 劉秋雁                | 楊秀惠、謝佳劍、蔡佩璇                                                                   | 第一女主角     |                                 |
| 2004年    | 新加坡   | 新傳媒8頻道 | 任我遨游         | 何亦萱                | 戚玉武、歐萱、顔行書、TORO、謝宛谕、趙虹喬                                               | 女配角         |                                 |
| 2005年    | 新加坡   | 新傳媒8頻道 | 情來運轉         | 陳秀文                | 黃碧仁、歐萱、周初明                                                                     | 女配角         |                                 |
| 2005年    | 新加坡   | 新傳媒8頻道 | 同心圓           | 阮綿                  | 李司棋、向雲、彭耀順                                                                     | 三大女主角之一 |                                 |
| 2005年    | 新加坡   | 新傳媒8頻道 | 同心圓II         | 阮綿                  | 李司棋、向雲、彭耀順                                                                     | 三大女主角之一 |                                 |
| 2006年    | 新加坡   | 新傳媒8頻道 | 讓愛自郵         | 王穎如                | 邱澤、白薇秀、戚玉武、姚懿珊                                                             | 两大女主角之一 |                                 |
| 2006年    | 新加坡   | 新傳媒8頻道 | 至尊紅顔         | 賈宛琪                | 范文芳、陳漢玮、陳之財、陳鳳玲                                                           | 女配角         |                                 |
| 2006年    | 新加坡   | 新傳媒8頻道 | 藍色仙人掌       | 丁以柔                | 陳漢玮、李銘順、潘淑欽                                                                   | 第一女主角     |                                 |
| 2006年    | 新加坡   | 新傳媒8頻道 | 海的兒子         | 黃倩雲                | 李銘順、李南星、歐萱、洪乙心                                                             | 第一女主角     |                                 |
| 2007年    | 新加坡   | 新傳媒8頻道 | 幸福雙人床       | 翁紫玲                | 黃碧仁、潘淑欽、鄭斌輝、方展發                                                           | 两大女主角之一 |                                 |
| 2007年    | 新加坡   | 新傳媒8頻道 | 手足             | 鄭玉生                | 姚玟隆、向雲、黄俊雄、許美珍、郭舒賢、郭蕙雯                                             | 第一女主角     |                                 |
| 2007年    | 马来西亚 | ntv7        | 情有可緣         | 鄭子荟                | 張耀棟、王利秦、辛偉廉、沈月婷                                                           | 三大女主角之一 |                                 |
| 2008年    | 新加坡   | 新傳媒8頻道 | 手足II           | 鄭玉生                | 姚玟隆、向雲、黄俊雄、許美珍、郭舒賢、郭蕙雯                                             | 第一女主角     |                                 |
| 2008年    | 新加坡   | 新傳媒8頻道 | 變奏曲           | 劉志玲                | 李銘順、歐萱、黄俊雄、章缜翔、姚懿珊                                                     | 两大女主角之一 |                                 |
| 2008年    | 新加坡   | 新傳媒8頻道 | 球愛大戰         | 蔡豔芳                | 李銘順、崔鵬、白薇秀、姚懿珊                                                             | 第一女主角     |                                 |
| 2008年    | 新加坡   | 新傳媒8頻道 | 叮當神探         | 歐芬妮                | 鄭斌輝、姚懿珊、陳泓宇、蔡琦慧                                                           | 客串           |                                 |
| 2009年    | 新加坡   | 新傳媒8頻道 | 未來不是夢       | 林佳樂                | 鄭斌輝、瑞恩、陳泓宇、姚懿珊                                                             | 第一女主角     |                                 |
| 2009年    | 马来西亚 | ntv7        | 美食廚師男       | 沈小欣                | 謝佳劍、江偉翰、沈炜竣、王愛玲、羅億詩、李美玲                                           | 第一女主角     |                                 |
| 2009年    | 新加坡   | 新傳媒8頻道 | 添丁發財         | 鄭曉陽                | 陳靓瑄、鄭斌輝、向雲、林梅嬌                                                             | 两大女主角之一 |                                 |
| 2010年    | 新加坡   | 新傳媒8頻道 | 紅白喜事         | 唐汶汐                | 歐萱、鄭斌輝、黄俊雄、張振寰                                                             | 两大女主角之一 |                                 |
| 2011年    | 新加坡   | 新傳媒8頻道 | 拍·賣            | 周家琦                | 李銘順、周初明、王沺裁                                                                   | 第一女主角     | 哇哇映畫製作                    |
| 2011年    | 臺灣     | 民視無線台  | 我可能不會愛你   | 黃海燕                | 林依晨、陳柏霖、王陽明、陳匡怡                                                           | 客串           |                                 |
| 2011年    | 新加坡   | 新傳媒8頻道 | 行醫             | 楊敏妃                | 李銘順、郭舒賢、沈傾掞、龐蕾馨                                                           | 第一女主角     | 哇哇映畫製作                    |
| 2012年    | 新加坡   | 新傳媒8頻道 | 注定             | 啟明媽媽（年轻版）    | 李銘順、許美珍、周初明、郭舒賢                                                           | 客串           | 哇哇映畫製作                    |
| 2012年    | 新加坡   | 新傳媒8頻道 | 孤男寡女         | 宋心心                | 王傳一、馬藝瑄、郭蕙雯                                                                   | 第一女主角     |                                 |
| 2012年    | 新加坡   | 新傳媒8頻道 | 千方百計         | 趙欣彤、楊敏          | 李銘順、鄭秀珍、陳泓宇、童冰玉、湯靈伊                                                   | 第一女主角     | 哇哇映畫製作                    |
| 2013年    | 新加坡   | 新傳媒8頻道 | 我要嫁出去       | 洪彩虹                | 林湘萍、王沺裁、方展發、雅慧                                                             | 第一女主角     | 哇哇映畫製作                    |
| 2013年    | 新加坡   | 新傳媒8頻道 | 揭秘             | 邝芸香                | 黃騰浩、陳邦鋆、包勋评、姚懿珊                                                           | 第一女主角     | 哇哇映畫製作                    |
| 2014年    | 新加坡   | 新傳媒8頻道 | 燒·賣            | 李小蓉                | 方偉傑、包勳評、朱厚任、周初明、雅慧、馮偉衷                                             | 客串           | 哇哇映畫製作                    |
| 2014年    | 新加坡   | 新傳媒U頻道 | 侦凶             | 林慧如                | 黄俊雄、田铭耀、梁凯迪、胡佳琪、陈国华、叶蓉                                             | 第一女主角     |                                 |
| 2014年    | 新加坡   | 新傳媒8頻道 | 祖先保佑         | 林小梅 佘美仁         | 陳泓宇、陳漢瑋、姚文隆、林湘萍、马艺瑄、有懿                                             | 第一女主角     |                                 |
| 2014年    | 新加坡   | 新傳媒8頻道 | 三個願望         | 特别嘉宾              | 朱秀凤                                                                                   | 客串           | 哇哇映畫製作                    |
| 2015年    | 新加坡   | 新傳媒8頻道 | 手牵手           | 洪美芳                | 王禄江、孙欣佩、冯伟衷、马艺瑄、杨志龙                                                   | 第一女主角     |                                 |
| 2015年    | 新加坡   | StarHub     | 绝队保险         | Sammi                 | 陈邦鋆、李至正                                                                           | 第一女主角     | 哇哇映畫製作                    |
| 2016年    | 新加坡   | 新傳媒8頻道 | 復仇女王         | 关欣                  | 曾詩梅、賴怡伶、洪乙心、胡佳琪                                                           | 五大女主角之一 | 哇哇映畫製作                    |
| 2016年    | 新加坡   | 新傳媒8頻道 | 大英雄           | 張偉雄                | 陳泓宇、陳漢瑋、蔡奇慧、陳邦鋆、有懿、 方偉傑、 何盈瑩、 羅美儀                          | 第一女主角     |                                 |
| 2017年    | 新加坡   | 新傳媒8頻道 | 吃饱没？ 2       | 心里医生              | 陳建彬、 陳麗貞、 洪慧芳、陳澍城、劉玲玲                                                 | 客串           |                                 |
| 2018年    | 新加坡   | 新傳媒8頻道 | 心。情           | 秦秀秀                | 戚玉武、 曾詠熙、包勳評、陳楚寰                                                          | 第一女主角     |                                 |
| 2018年    | 新加坡   | 新傳媒8頻道 | 新生             | 彭詩韻                | 鄭斌輝、雅 慧、曹國輝、美心、洪慧芳、黃怡靈、盧傳瑾、張穎雙                              | 第一女主角     |                                 |
| 2019年    | 新加坡   | meWatch     | 阴错阳差之时辰到 | 孟如                  | 苏梽诚、陈蕙蕙、朱秀凤、陈天文、黄炯耀                                                   | 第一女主角     |                                 |
| 2019年    | 新加坡   | 新傳媒8頻道 | 伺机             | 徐子欣(石原静香)/素欣 | 莊凱勛                                                                                   | 第一女主角     | 堂堂映画製作                    |
| 2020年    | 新加坡   | meWatch     | 心眼             | 何思嘉                | 鄭斌輝、李銘忠、陳子穎                                                                   | 第一女主角     | 堂堂映画製作                    |
| 2020年    | 新加坡   | 新傳媒8頻道 | 爱…没有距离      | 林俐                  | 孫政、林明倫、林綠、謝宏輝、姚懿珊                                                       | 第一女主角     | 堂堂映画、Double Vision聯合製作 |
| 2021年    | 新加坡   | meWatch     | 卧虎藏鬼         | 林小芳                | 田铭耀、罗美仪、宗子杰                                                                   | 第一女主角     | 堂堂映画製作                    |
| 2022年    | 新加坡   | meWatch     | 灵探             | 刘淑琴                | 谢俊峰、黄思恬、王禄江                                                                   | 两大女主角之一 |                                 |
| 2024年    | 新加坡   | 新傳媒8頻道 | 谁杀了她         |                       | 宣萱、李铭顺、温昇豪、徐彬、黄暄婷、张值豪、张信祥、林昭婷、许美珍、林绿、林明伦、曹国辉 | 客串           | 堂堂映画製作                    |
| 2024年    | 新加坡   | 新傳媒8頻道 | 那一年的除夕夜   | 周晨曦/袁洁           | 戚玉武、张哲通、何盈莹、黄振隆、黄超群                                                   | 第一女主角     |                                 |
| 2024年    | 新加坡   | 新传媒8频道 | 不可饶恕的罪恶   | 高舒亚                | 洪凌、包勋评、胡煜诗、黄超群、黄炯耀、朱泽亮                                             | 第一女主角     |                                 |
| 2025年    | 新加坡   | 新传媒8频道 | 小娘惹之翡翠山   | 李淑琴                | 修杰楷、刘怡伶、黄晶玲、郑惠玉、陈莉萍、姚懿珊、郑六月                                   | 四大女主角之一 |                                 |

### 電影
| 播出 年份 | 國家   | 出品公司 | 演出作品   | 角色   | 合作演員                          | 性質        | 備註     |
| --------- | ------ | -------- | ---------- | ------ | --------------------------------- | ----------- | -------- |
| 2002年    | 新加坡 |          | 眞心話2    | 陳艷星 | Chauncey Leopardi、黃騰浩、鄧茂輝 | 第一女主角  |          |
| 2008年    | 臺灣   |          | 還原       | 小宣   | 范植偉                            | 第一 女主角 |          |
| 2010年    | 新加坡 |          | 小孩·狗    | 子萱   | 溫昇豪、小小彬                    | 第一女主角  | 電視電影 |
| 2012年    | 新加坡 |          | 貪心鬼見鬼 | 小倩   | 康康、程旭輝、袁順成              | 女配角      |          |
| 2015年    | 新加坡 |          | 招魂       | 嘉恩   | 蒋伟文、刘玲玲                    | 第一女主角  |          |
| 2019年    | 新加坡 |          | 女鬼爱上尸 | 白白   | 向洋、黃晶玲                      | 第二女主角  |          |
| 2022年    | 新加坡 |          | 生死环线   |        | 李沛旭、陈邦鋆                    | 第一女主角  |          |

### 综艺节目
| 播出 年份 | 國家   | 首播頻道    | 综艺作品 | 搭档   | 備註                     |
| --------- | ------ | ----------- | -------- | ------ | ------------------------ |
| 2024年    | 新加坡 | 新传媒8频道 | 绚耀爱情 | 田铭耀 | 与田铭耀专属夫妻旅游节目 |

## 书籍作品
| 年份 | 书籍名稱 | 備注 |
| ---- | -------- | ---- |
| 2012 | 绚.日记  |      |

## 奖项纪录

### 演技獎項
| 年份 | 頒獎典禮            | 獎項       | 劇集               | 角色   | 結果 | 備注                               |
| ---- | ------------------- | ---------- | ------------------ | ------ | ---- | ---------------------------------- |
| 2005 | 第12屆 紅星大獎2005 | 最佳女配角 | 《同心圓》         | 阮棉   | 提名 | 不敌以同剧入围的《同心圓》林湘萍。 |
| 2006 | 第13屆 紅星大獎2006 | 最佳女主角 | 《藍色仙人掌》     | 丁以柔 | 提名 | 得獎者《法庭俏佳人》李錦梅。       |
| 2007 | 第14屆 紅星大獎2007 | 最佳女主角 | 《手足》           | 鄭玉生 | 提名 | 得獎者《破繭而出》林湘萍。         |
| 2010 | 第1屆 金視獎2010    | 最佳女主角 | 《美食廚師男》     | 沈小欣 | 提名 | 得獎者《女頭家》楊雁雁。           |
| 2017 | 第23屆 紅星大獎2017 | 最佳女主角 | 《大英雄》         | 張偉雄 | 提名 | 得獎者《你也可以是天使2》鄭惠玉。  |
| 2022 | 第27届 红星大奖2022 | 最佳女主角 | 《卧虎藏鬼》       | 林小芳 | 提名 | 得獎者《味之道》黃碧仁。           |
| 2023 | 第28届 红星大奖2023 | 最佳女主角 | 《灵探》           | 刘淑琴 | 提名 | 得獎者《你的世界我们懂》黃碧仁。   |
| 2025 | 第30届 红星大奖2025 | 最佳女主角 | 《不可饶恕的罪恶》 | 高舒亚 | 提名 | 得奖者《谁杀了她？》宣萱           |

### 十大獎項
| 年份 | 頒獎典禮            | 獎項             | 結果 | 備注                                                  |
| ---- | ------------------- | ---------------- | ---- | ----------------------------------------------------- |
| 2006 | 第13屆 紅星大獎2006 | 最受歡迎女藝人   | 十大 |                                                       |
| 2007 | 第14屆 紅星大獎2007 | 最受歡迎女藝人   | 十大 |                                                       |
| 2009 | 第15屆 紅星大獎2009 | 最受歡迎女藝人   | 十大 | 2008年12月延后至2009年4月。                           |
| 2010 | 第16屆 紅星大獎2010 | 最受歡迎女藝人   | 十大 | 2010年5月因離開新傳媒，此後無法入圍紅星大獎主要獎項。 |
| 2016 | 第22屆 紅星大獎2016 | 最受歡迎女藝人   | 十大 | 2016年與新傳媒轉簽部頭約，暌違6年再次入圍十大。       |
| 2017 | 第23屆 紅星大獎2017 | 最受歡迎女藝人   | 十大 |                                                       |
| 2019 | 第25屆 紅星大獎2019 | 最受歡迎女藝人   | 十大 |                                                       |
| 2021 | 第26屆 紅星大獎2021 | 最受歡迎女藝人   | 十大 |                                                       |
| 2022 | 第27屆 紅星大獎2022 | 最受歡迎女藝人   | 十大 |                                                       |
| 2023 | 第28屆 紅星大獎2023 | 最受歡迎女藝人   | 十大 |                                                       |
| 2024 | 第29屆 紅星大奖2024 | 红星大奖超级红星 | 獲獎 |                                                       |

### 其他獎項
| 年份 | 頒獎典禮            | 獎項                  | 結果 | 備注                                                          |
| ---- | ------------------- | --------------------- | ---- | ------------------------------------------------------------- |
| 2005 | 第12屆 紅星大獎2005 | 最受歡迎新人          | 獲獎 | 當時以電話投選進行投票，雙料入圍最佳女配角及最受歡迎新人。    |
| 2012 | 第18屆 紅星大獎2012 | 最喜愛女角色          | 提名 | 以《行醫》入圍，得獎者《樂在雙城》瑞恩。                      |
| 2012 | 第18屆 紅星大獎2012 | 最喜愛銀幕情侶        | 提名 | 同李銘順以《行醫》入圍，得獎者《正義武館》黄俊雄及瑞恩。      |
| 2013 | 第19屆 紅星大獎2013 | 最喜愛銀幕情侶        | 提名 | 同李銘順以《千方百計》入圍，得獎者《最火搭檔2》黄俊雄及瑞恩。 |
| 2022 | 第27屆 紅星大獎2022 | MY PICK! 最吸睛女角色 | 提名 | 以《卧虎藏鬼》入圍，得獎者《過江新娘》黄暄婷。                |
| 2022 | 第27屆 紅星大獎2022 | MY PICK! 最強 CP      | 提名 | 同田銘耀以《卧虎藏鬼》入圍，得獎者《過江新娘》徐彬及黄暄婷。  |
| 2023 | 第28屆 紅星大獎2023 | MY PICK! 最吸睛女角色 | 獲獎 | 以《靈探》入圍。                                              |
| 2025 | 第30届 红星大奖2025 | MY PICK！最强CP       | 提名 | 同戚玉武以《那一年的除夕夜》入围。                            |
| 2025 | 第30届 红星大奖2025 | MY PICK！最吸睛角色   | 獲獎 | 以《不可饶恕的罪恶》入围                                      |
| 2025 | 第30届 红星大奖2025 | MY PICK！最赚人热泪   | 提名 | 以《不可饶恕的罪恶》入围                                      |
| 2025 | 第30届 红星大奖2025 | 比亚迪最喜爱女角色    | 提名 | 以《那一年的除夕夜》入围                                      |
| 2025 | 第30届 红星大奖2025 | 比亚迪最喜爱女角色    | 提名 | 以《不可饶恕的罪恶》入围                                      |

## 外部連結
- 刘子绚JessecaLiu的Facebook專頁
- 刘子绚的新浪微博
- Jesseca Liu's Official Fan Club 官方粉丝俱乐部
- 華研國際音樂-劉子絢Jesseca Liu （页面存档备份，存于）
- 刘子绚在互联网电影资料库（IMDb）上的資料（英文）（英文）
- 刘子绚在香港影庫上的簡介
- 刘子绚在豆瓣上的资料（简体中文）
- 刘子绚在时光网上的簡介（简体中文）

| 前任： 白薇秀 | 红星大奖 最佳新人 2005年 | 繼任： 陳偉聯 |